# Vescomtat de Solan
El vescomtat de Solan (frances Soula o Soulan) fou una jurisdicció d'Occitania al modern departament de l'Arieja, amb centre a Solan (Soula); el nom vol dir vessant "exposada al sol" o "lloc assolellat".
Fins al 1180 Soula fou part del comtat de Comenge passant llavors al vescomtat de Coserans segregat del comtat en favor de Roger de Comenge, segon fill de Bernat III i de Lorena de Tolosa. El vescomtat de Coserans s'estenia aleshores per l'alta vall del Salat (més amunt de Saint-Girons) i les valls tributàries del Garbet, de l'Arac i els seus afluents (moderns cantons de Massat i d'Oust) i la capital era a Lacourt. Arnau, fill de Roger, fou el primer senyor de Soula i vivia segurament al castell de la Torre (la Tour); la senyoria cobria les comunes d'Aleu i Soula i l'alta vall d'Erp incloent la vila d'Araux
Hi va governar una dinastia vescomtal originada en Ramon Roger II de Coserans, fill i successor de Ramon Roger I de Coserans. Ramon Roger II va morir el 1425 i va repartir els seus dominis: el seu fill Joan Roger II va rebre el vescomtat de Coserans i un altre fill, Ramon Roger, fou vescomte de Solan i va obrir la línia dels vescomtes de Solan. El 1459 el vescomtat de Coserans es va desmembrar i les diferents dependències venudes el 1491 a parents llunyans d'Odet de Lomanha, el darrer pretendent:
- Lacourt, Encourtiech i Oust foren comprades per Roger de Foix
- Massat, Ercé i Ustou per Arnau Roger de la casa de Comenge
- Solan i Alos per Ramon Roger III de la casa de Comenge
- Rivèrenert i Boussenac per un altre membre de la casa de Comenge.

Ramon Roger III de Comenge fou senyor de Soula. Va tenir quatre fils, sent el gran Joan Roger, i rebent Soula, lescure i Alos el segon, Ramon Roger (els altres fills foren Arnau i Jean Roger Petit. Els descendents de Ramon Roger es van repartir la senyoria amb la major part pel seu fill Antoni Roger, que en fou desposseït pel parlament de Tolosa el 1497 per la mala conducta a la campanya d'Itàlia de Carles VIII de França. Joana, germana Joan Roger I, i el seu marit Joan Pere de Mauléon van aprofitar que fou engarjolat (1495-97) per apoderar-se de la senyoria (Solan, Alos i Lescure) en compensació per la dot que Joana no havia rebut. La resta dels drets va passar a les germanes d'Antoni Roger (Auberta, Margarita, Antonieta i Isabel) i el 10 de desembre de 1545 aquestes restes foren comprades conjuntament per Joan de Béon, fill de Manaud de Bouvie que en enviudar de Caterina de Béon s'havia casar amb Auberta, i cedida al fill Sebastià de Béon; així la senyoria va quedar reduïda a una part principal i una part menor unificada, la primera sota Ramon Roger de Mauléon (fill de Joan Pere i Joana) i la segona sota Sebastià de Béon.
Joan Francesc de Mauléon, fill i hereu de Ramon Roger, a la mort del seu pare el 1557 va agafar el títol de vescomte de Solan, baró de Lescure i senyor d'Alos. Va fer la guerra al seu veí Arnau de Roquemaurel, senyor de Soueix, al que va cremar viu al seu castell, cosa per la qual fou condemnat a mort. Per eludir el càstig Joan Francesc de Mauléon va passar al partit protestant i va fer incursions al Coserans fins a la seva mort el 1571. En revenja els habitants de Solan van cremar el castell de La Tour el 1570, incloent els arxius.
Sebastià de Béon, l'altre consenyor, es va casar amb Maria d'Isalguier i fou assassinat pels hugonots de Tarascon el 1562. La seva filla Margarita de Béon (o Margarita de Serres), dama de Sainte Colombe, va heretar la part de la senyoria però va morir sense descendència. Va comprar els drets de l'altra part de la senyoria a Joan Francesc de Mauléon i el 25 de novembre de 1603 va fer testament a favor del seu germanastre Jean-Louis de Rochechouart, nascut del segon matrimoni de Maria d'Isalguier amb Jacques de Rochechouart, d'une família de la Vendée. La senyoria reunificada va passar així als Rochechouart el 1603 i la van conservar fins al 1788.
El comte Lluís de Rochechouart la va vendre el 16 d'agost de 1788 al senyor d'Icart de Pontaud i a Guilhem Sentenac. Els seus drets foren abolits el 4 d'agost de 1789.